# 378 Holmia
378 Holmia là một tiểu hành tinh ở vành đai chính. Nó được Auguste Charlois phát hiện ngày 6.12.1893 ở Nice, và được đặt tên Holmia, tên tiếng Latinh của thành phố Stockholm (Thụy Điển).